# Houtribdijk

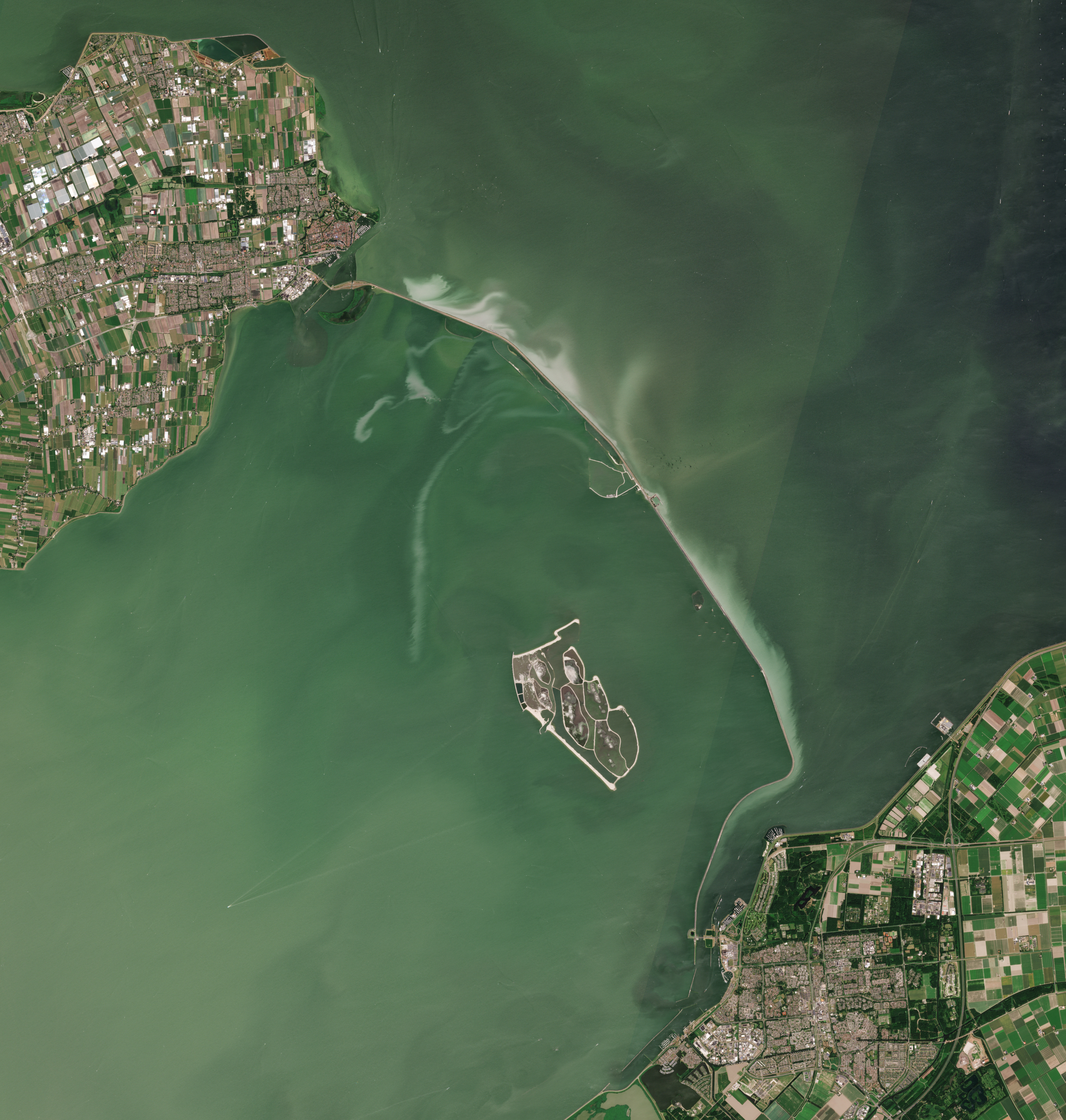
Houtribdijk satellietfoto

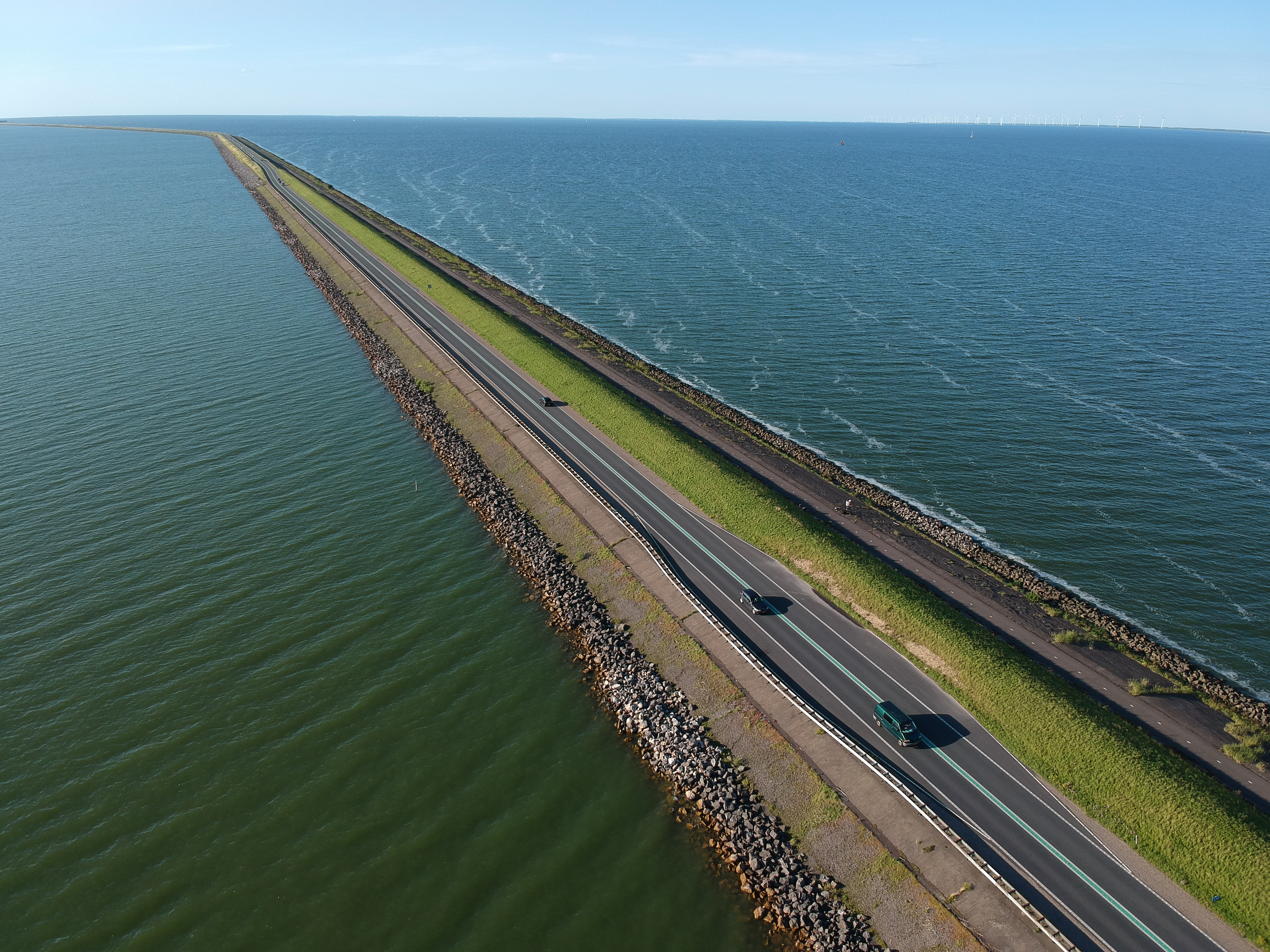
Houtribdijk nabij sluitsteen

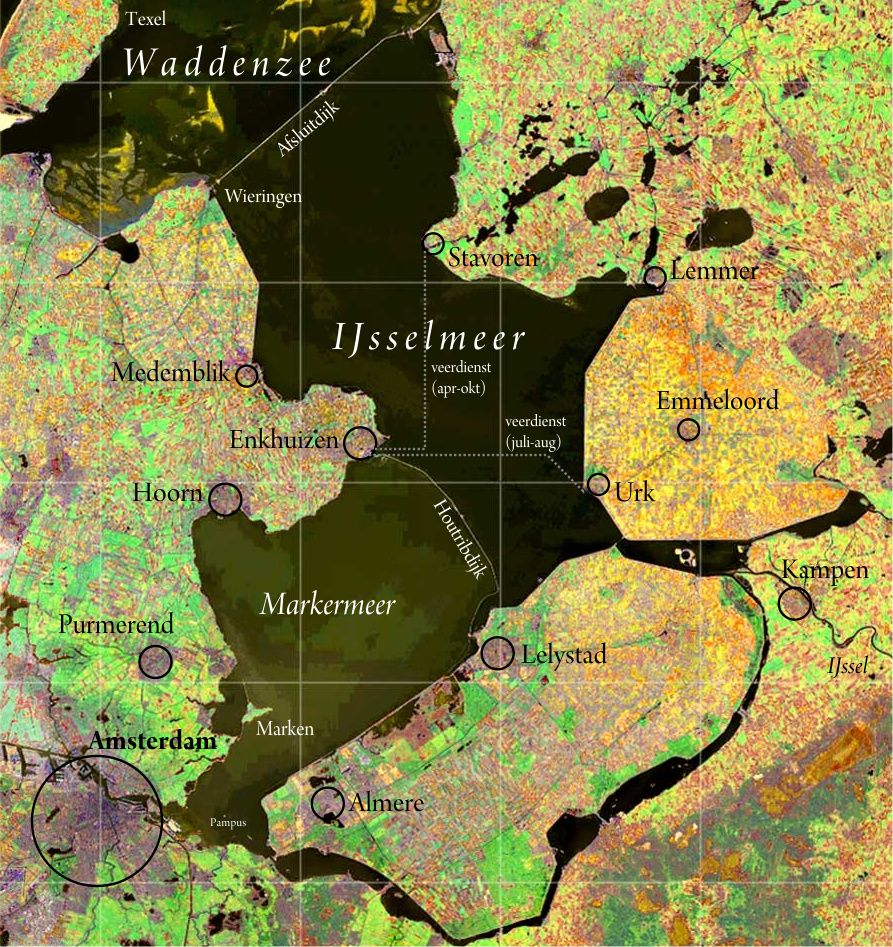
IJsselmeer met centraal op de foto de Houtribdijk

De Houtribdijk (ook bekend als Markerwaarddijk of dijk Enkhuizen-Lelystad) is een waterkering in Nederland en vormt het kerndeel van de N307 (tot 2018: N302). De dam scheidt het IJsselmeer van het Markermeer en werd aangelegd tussen 1963 en 1976. Op de Afsluitdijk na is hij de langste dam in Nederland.

## Aanleg en functie

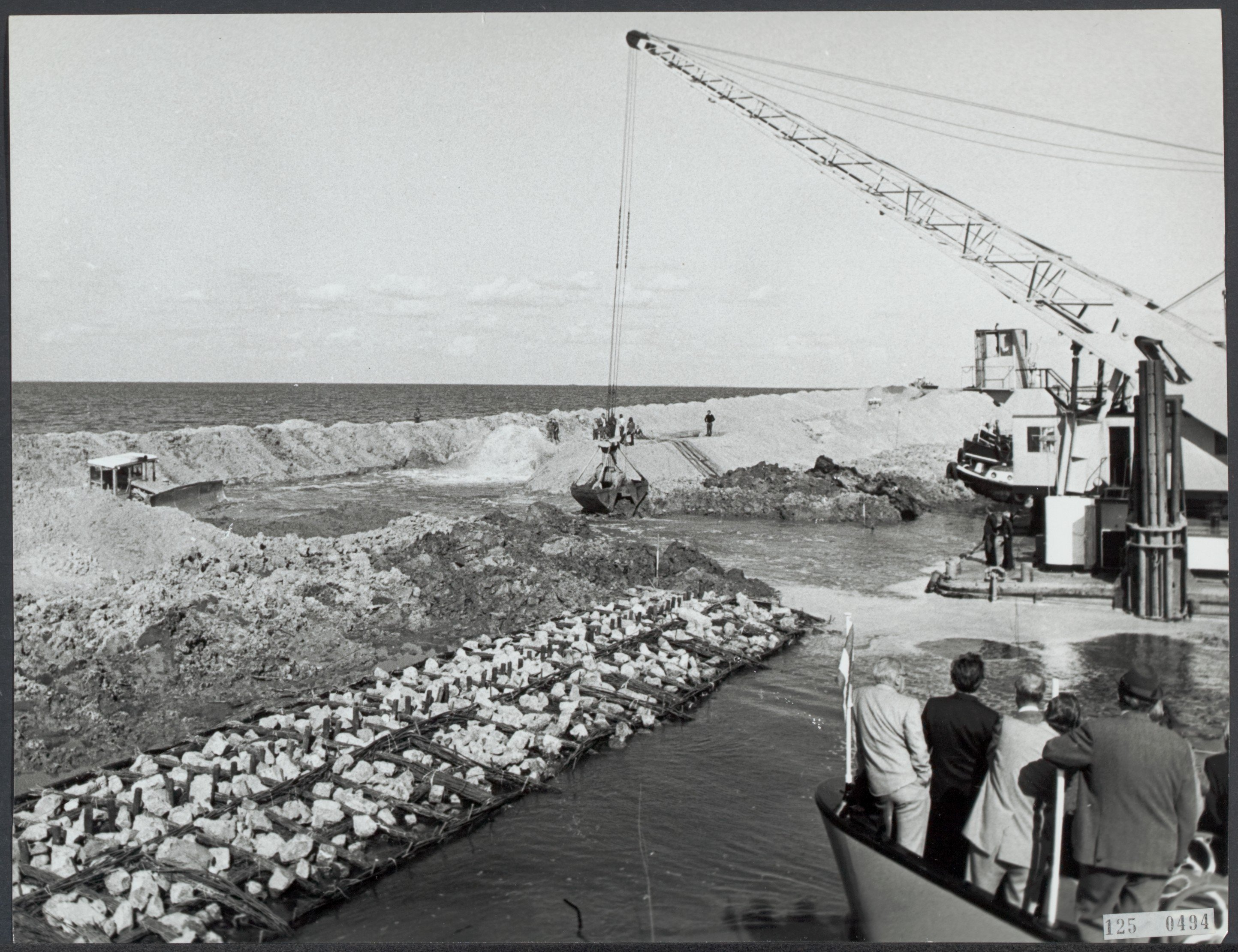
Aanleg van de Houtribdijk in 1975

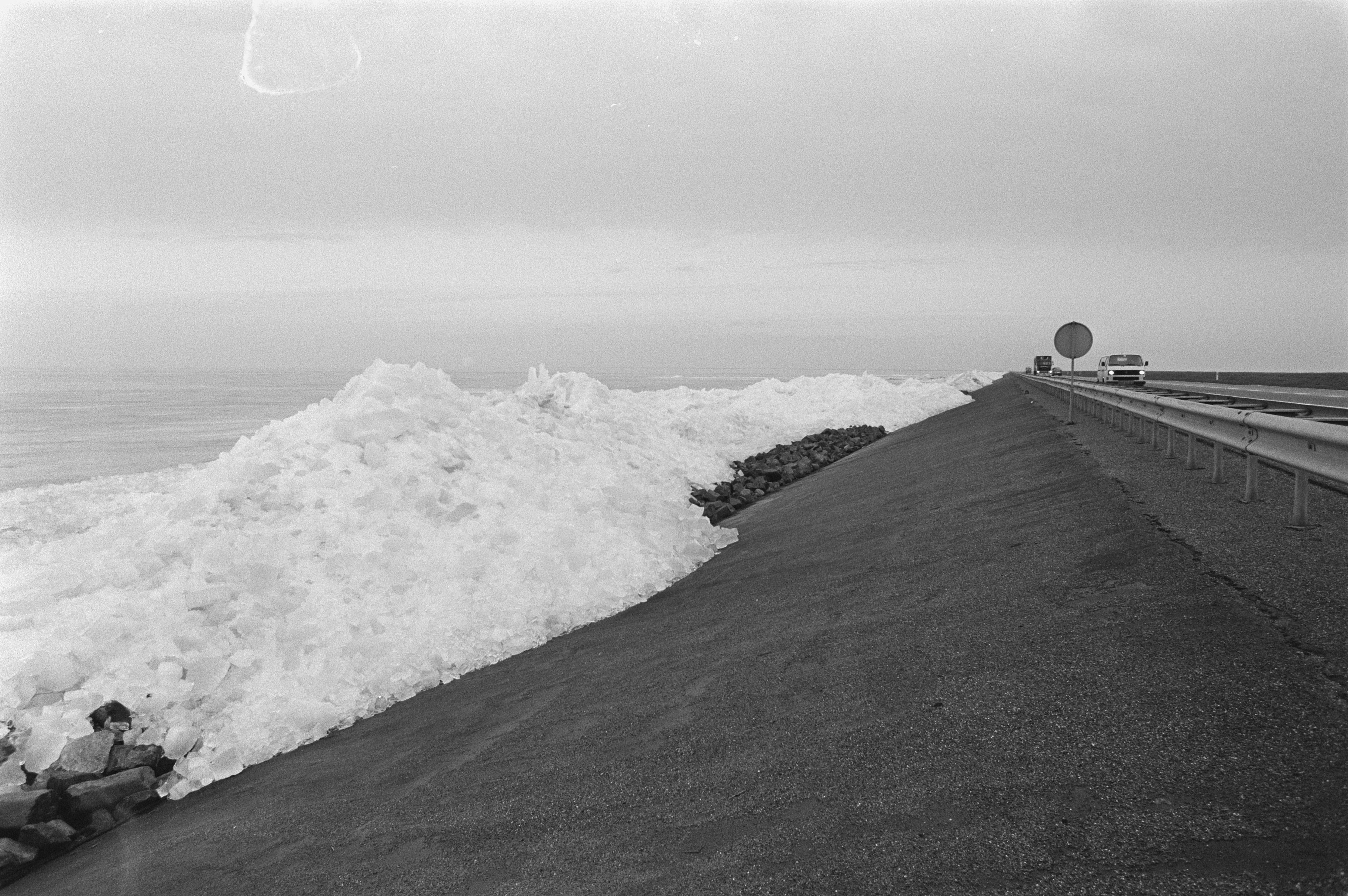
Kruiend ijs langs de dijk in 1985

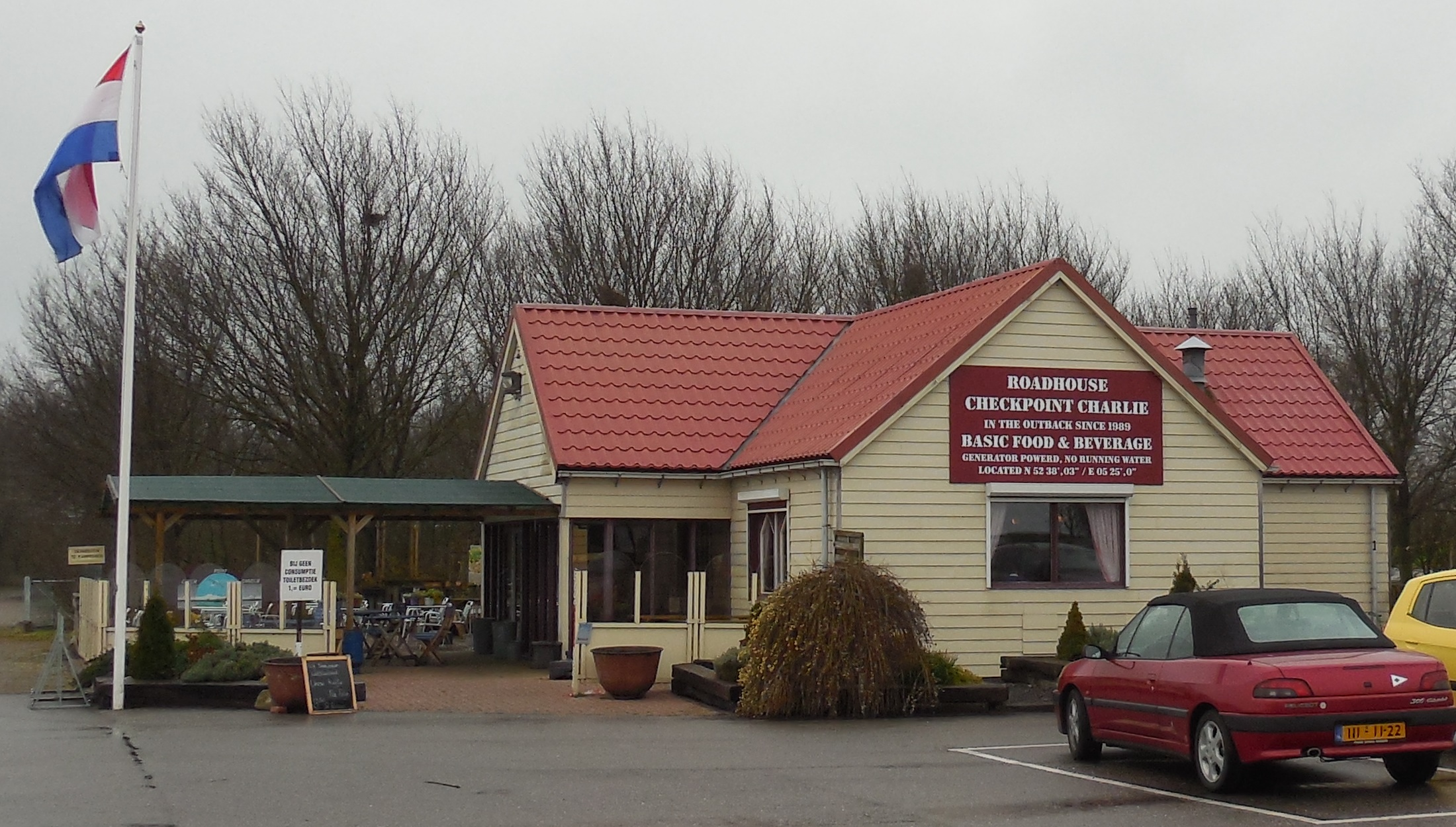
Roadhouse "Checkpoint Charlie"

De 26 kilometer lange dam was oorspronkelijk bedoeld voor de inpoldering van het zuidwestelijk gedeelte van het IJsselmeer tot een geprojecteerde Markerwaard, maar in 2003 is definitief besloten deze IJsselmeerpolder niet aan te leggen.
De dam werd zowel vanuit Lelystad als vanuit Enkhuizen aangelegd. Het laatste gat werd op 4 september 1975 officieel gesloten. Prins Claus plaatste ter herdenking van die gelegenheid een sluitsteen, die zich bevindt bij hectometerpaal 68,3.
Op 14 december 1976, ruim een jaar nadat de dam gereed was, werd de weg erover geopend. Hij verbindt de steden Enkhuizen (provincie Noord-Holland) en Lelystad (Flevoland). De weg is onderdeel van de N307 (tot 2018: N302). 
Aan de noordoostzijde ligt een fietspad voor beide richtingen. De zuidoostelijke helft van de Houtribdijk, tussen het Bataviastrand en de Trintelhaven, is tevens met 14 kilometer de langste ononderbroken weg van Nederland.

## Naam

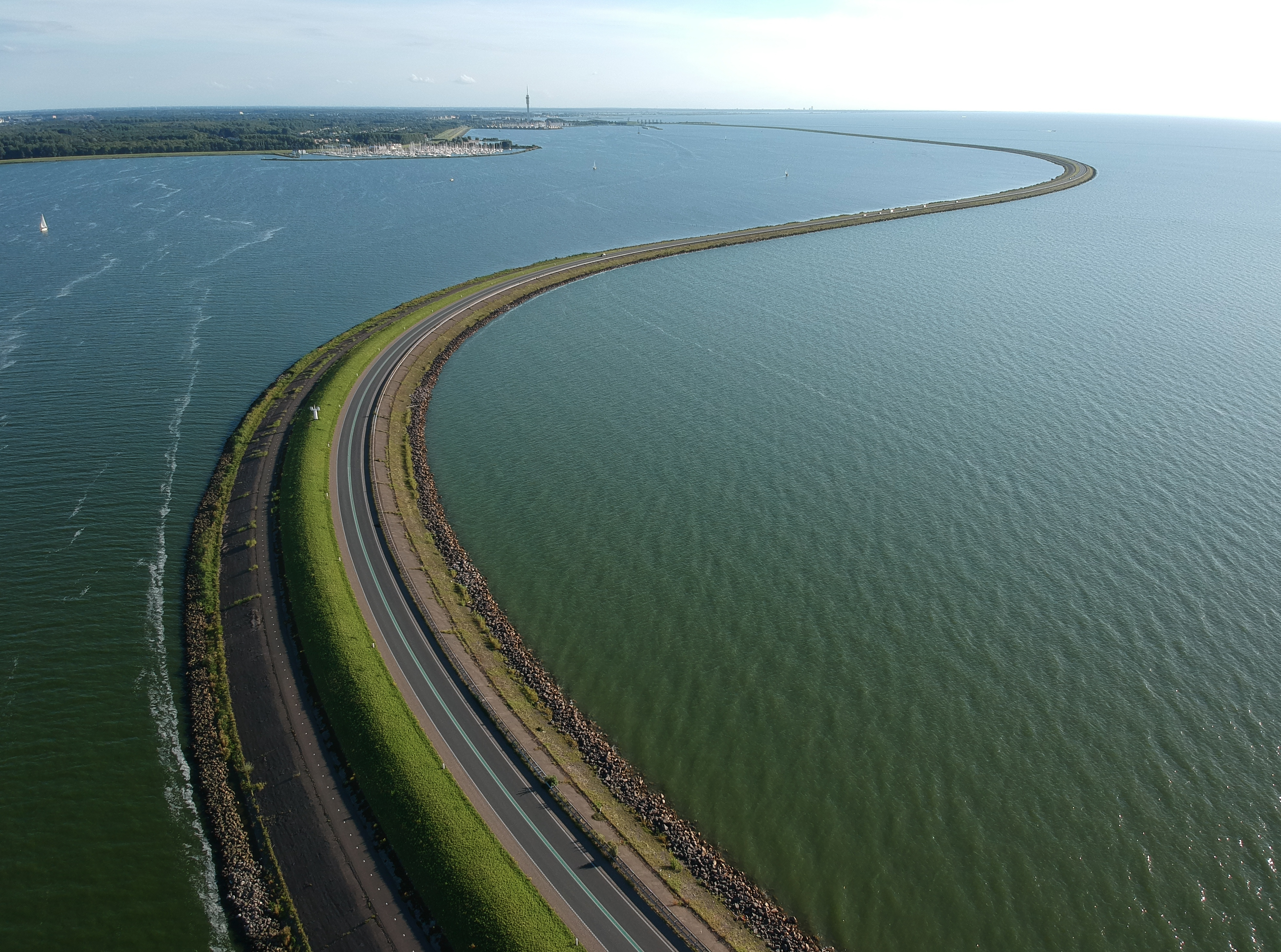
Zicht op Lelystad

De naam Houtribdijk is door Rijkswaterstaat aan het dijklichaam gegeven. Hij refereert aan de Houtrib, een ondiep gedeelte van het IJsselmeer waardoorheen de dijk is aangelegd. De Houtrib werd gebruikt als vaargeul tussen de ondiepere gedeelten Enkhuizerzand en Val van Urk. De weg over de dijk heeft twee namen:
- De gemeente Lelystad gaf het wegdeel binnen de gemeente Lelystad de naam Markerwaarddijk. De provincie Flevoland is de wegbeheerder van dit wegdeel. Op het grootste deel van dit wegvak mag 100 km/h gereden worden; bij de Houtribsluizen 80 km/h.
- De gemeente Enkhuizen gaf het wegdeel binnen haar gemeentegrenzen eerst de naam Zijlweg, maar veranderde dat in het jaar 2000 in Sluisweg. De provincie Noord-Holland is wegbeheerder van dit wegdeel. Op dit wegdeel mag 70 km/h gereden worden.

Het dijklichaam als geheel heet officieel nog steeds Houtribdijk en wordt beheerd door Rijkswaterstaat.

## Sluizen
Voor de scheepvaart zijn in de dijk drie sluizencomplexen gebouwd: de Krabbersgatsluis, voor de beroepsvaart die niet via het naviduct kan, het Naviduct Krabbersgat voor recreatievaart en beroepsvaart, inclusief riviercruiseschepen, bij Enkhuizen, en de Houtribsluizen bij Lelystad. Het naviduct bij Enkhuizen is een combinatie van een sluis met een aquaduct en maakt het mogelijk dat scheepvaart en wegverkeer elkaar kruisen zonder hinder van elkaar te ondervinden. Naast de Krabbersgatsluis en de Houtribsluizen liggen spuisluizen die nodig zijn voor de regeling van het waterpeil van Markermeer en IJsselmeer. Ongeveer halverwege de dijk ligt de vluchthaven Trintelhaven.

## Openbaar vervoer

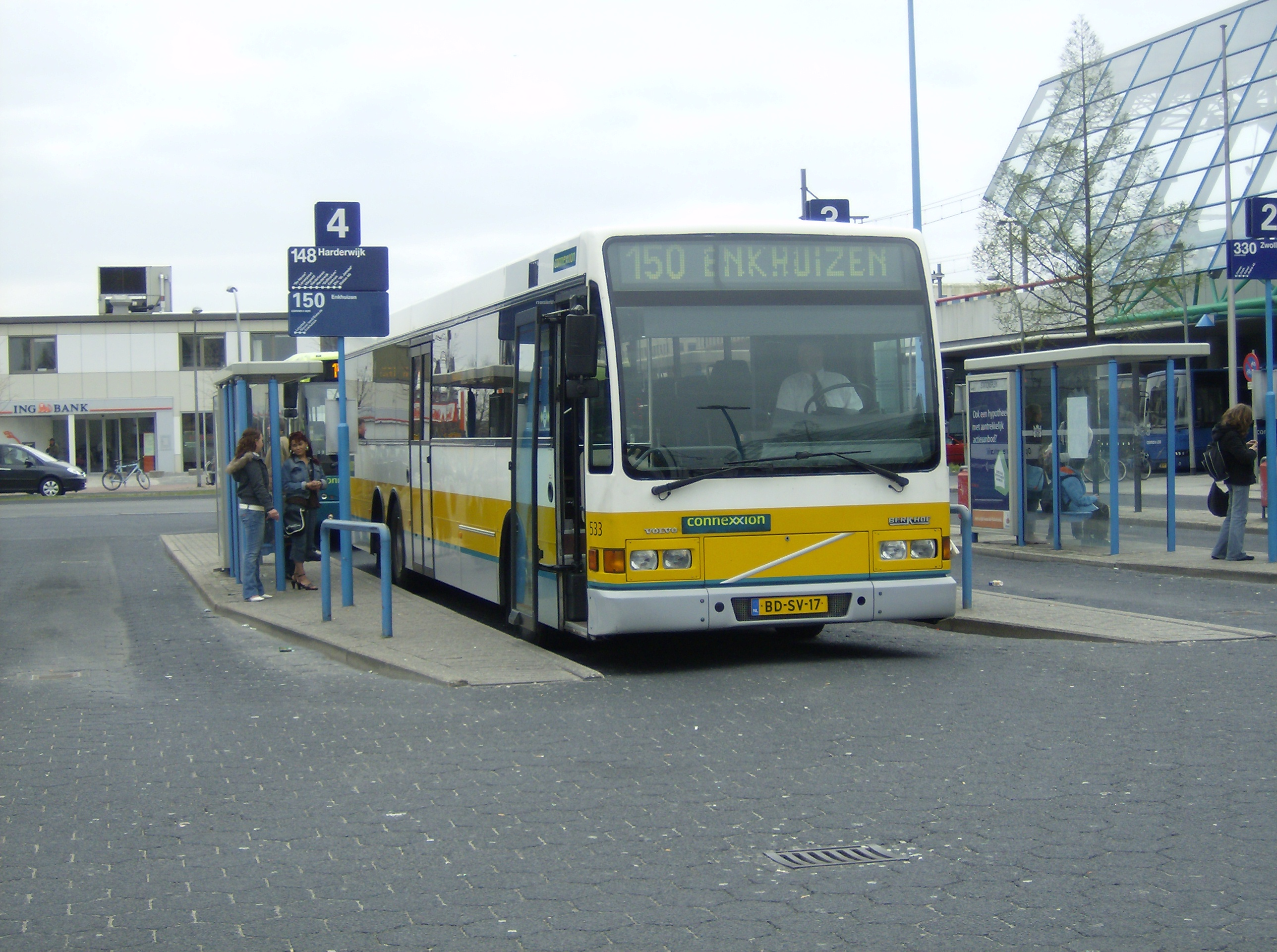
Bus van lijn 150 op station Lelystad voor rit over Houtribdijk naar Enkhuizen in 2007

In 1976 werd over de dijk door de Flevodienst buslijn 56 ingesteld tussen Lelystad en Enkhuizen. De bus reed doordeweeks tien keer per richting, in het weekend minder vaak. Vanaf 1981 werd de lijn als buslijn 146 door de Verenigde Autobus Diensten gereden met een aparte zomer- en winterdienst. Vanaf 1988 kreeg de lijn het nummer 150. In 1994 werd de VAD onderdeel van het nieuwe Midnet. Er werd na 1998 steeds meer geschrapt in de dienstregeling en in 1999 ging Midnet op in Connexxion. Sinds december 2008 rijdt nog maar één rit per dag, scholierenlijn 650 ook toegankelijk voor andere passagiers, en rijdt in de vroege ochtend van Wervershoof naar Lelystad en in de late middag terug.

## Onderhoud en vernieuwing
Van 2019 tot juni 2020 heeft Rijkswaterstaat aan de Houtribdijk een versterkingsproject uitgevoerd. De dijk voldeed niet meer aan de veiligheidsnorm van de Waterwet. Hij is versterkt met zand en steen en is nu bestand tegen stormen die gemiddeld eens in de 10.000 jaar voorkomen. De dijk is deels traditioneel versterkt met breuksteen en gietasfalt en deels innovatief met grote zandpakketten die tegen de dijk zijn aangelegd. Hierdoor ontstonden brede, zandige oevers met een volume van 10 miljoen m³ zand, waarmee de klappen van het water worden opgevangen.
Tevens biedt de dijk zo kansen tot natuurontwikkeling. De zachte overgang van zand naar water wijkt af van de vele steenoevers in het IJsselmeergebied. Dit trekt andere vissen en waterdieren aan, waardoor de biodiversiteit in het Markermeer en IJsselmeer toeneemt en ook de waterkwaliteit verbetert.
Ook zijn andere mogelijkheden voor natuur en recreatie ontwikkeld. Halverwege is aan de zuidzijde van de Houtribdijk richting Enkhuizen met zand en slib een nieuw, nat natuurgebied in het Markermeer gecreëerd, het Trintelzand. Dit plas-drasgebied trekt vogels en ander leven aan. Bij Lelystad verrijst het Bataviastrand, een nieuw watersportstrand. Aan de zuidoostelijke kant, op negen kilometer varen van Lelystad en op vier kilometer van de Houtribdijk is tussen 2016 en 2021 de eilandengroep Marker Wadden gerealiseerd.